# NGC 5731
NGC 5731 (również IC 1045, PGC 52409 lub UGC 9460) – galaktyka spiralna (Sbc), znajdująca się w gwiazdozbiorze Wolarza. Odkrył ją William Herschel 9 kwietnia 1787 roku.